# 小行星12001
小行星12001（12001 Gasbarini）是一颗绕太阳运转的小行星，为主小行星带小行星。该小行星于1996年3月12日发现。

## 轨道参数
小行星12001的轨道半长轴为3.1412922 UA，离心率为0.042。